# 야하기 코스케

야하기 코스케(일본어: 矢作 康介 야하기 고스케[*])는 만화 잡지 편집자이다. 집영사의 점프 스퀘어의 3대 편집장이다.

## 역사
대학 졸업 후, 집영사에 입사한다. 소년지 주간 소년 점프 편집부에 배속되었다. 1996년에 키시모토 마사시가 카라쿠리로 홉☆스텝상 가작을 수상해 담당을 맡았다. 1999년, 키시모토가
나루토를 연재 시작했을 때, 세계 각국에서 발매될 정도의 히트가 되었다. 이후 부편집장으로 승진했다.
2012년에 점프 스퀘어의 편집장으로 취임.

## 담당 작품과 기간
- 연월일은 주간 소년 점프 공식 발매일을 기준으로 한다.

- 토가시 요시히로
  - 헌터 x 헌터：초대 담당 1998년 (제1화) - 시험편 막판까지[1]

- 키시모토 마사시 (岸本斉史)
  - 나루토 : 초대 담당. 1999년 (제1화) - 2008년 6월[2]

## 본인이 모델이 된 캐릭터
- 주간 소년 점프에서는 편집자가 모델이 된 캐릭터가 등장하기도 한다. 화살작도 그 예에 빠지지 않고 몇몇 만화가들로부터 모델로 삼아 만화에 등장하고 있다.

- 마쿠하리에서 요시로쿠회 2인자의 마쿠하리 (만화)의 모델이 된다.또한 주간 소년 점프 편집부의 부편집장으로 이름이 소개된 바 있다.

## 같이 보기
- 주간소년점프 - 배속지 (配属先)